# Ekstraklasa kobiet w tenisie stołowym (2020/2021)
Ekstraklasa kobiet w tenisie stołowym 2020/2021 – rozgrywki pierwszego poziomu ligowego kobiet w Polsce. Bierze w niej udział 11 drużyn, które grają systemem kołowym.
Po raz 30. drużynowym mistrzem Polski został KTS Enea Siarka Tarnobrzeg. W obu finałowych spotkaniach pokonał KU AZS UE Wrocław po 3:1. Brązowe medale zdobyły drużyny Bebetto AZS UJD Częstochowa i SKTS Sochaczew.

## System rozgrywek
Rozgrywki z udziałem 11 drużyn były podzielone na dwie fazy: zasadniczą i play-off.
Faza zasadnicza z kolei dzieli się na dwie rundy. Pierwsza z nich zostanie rozegrana systemem „każdy z każdym”. Rozstawienie drużyn następuje na podstawie wyników fazy play-off i końcowej tabeli rozgrywek w poprzednim sezonie oraz losowań pomiędzy drużynami, które zajęły miejsca 3-4 w fazie play-off i pozycjami 10-11 dla drużyn, które uzyskały awans. W drugiej rundzie nastąpi zmiana gospodarza w stosunku do pierwszej rundy. Za zwycięstwo 3:0 lub 3:1 drużyna otrzymuje 3 punkty, za zwycięstwo 3:2 – 2 punkty, a za porażkę 2:3 – 1 punkt. Za porażkę 0:3 drużyna nie otrzymuje żadnego punktu.
Cztery najlepsze drużyny z fazy zasadniczej awansują do fazy play-off, w której zostaną rozegrane półfinały i finał. Obie rywalizacje będą odbywać się w dwóch meczach. Zwycięzca fazy zasadniczej zagra z czwartą drużyną, a druga drużyna – z trzecią. Gospodarzami pierwszych meczów będą drużyny, które zajmą niższe miejsce w fazie zasadniczej. Zwycięzcy półfinałów awansują do finału, którego gospodarzem pierwszego meczu będzie drużyna zajmująca niższe miejsce w tabeli po fazie zasadniczej.
Zwycięzca finału otrzyma tytuł Drużynowego Mistrza Polski kobiet i złote medale, natomiast drużyny przegrane – srebrne. Drużyny, które przegrają w półfinałach, otrzymają brązowe medale.
Z Ekstraklasy Kobiet spadną trzy drużyny, które po zakończeniu drugiej rundy fazy zasadniczej zajmą miejsca 9-11.
Każdy mecz składa się z 3-5 meczów rozgrywanych kolejno na jednym stole. Mecz kończy się wraz z uzyskaniem przez jedną drużyn trzech zwycięstw. Układ gier w meczu.:
| 1. gra | 2. gra | 3. gra | 4. gra | 5. gra |
| ------ | ------ | ------ | ------ | ------ |
| A–X    | B–Y    | C–Z    | A–Y    | B–X    |

## Składy drużyn
Zgłoszenie imiennych składów należało dokonać do 15 sierpnia. Minimalna liczba zgłoszonych zawodników wynosiła 5, natomiast maksymalna – 15.
| Asterm Dojlidy Białystok          | Asterm Dojlidy Białystok          | Bebetto AZS UJD Częstochowa      | Bebetto AZS UJD Częstochowa      | JKTS Jastrzębie-Zdrój                  | JKTS Jastrzębie-Zdrój                  | Polmlek OSiR Lidzbark Warmiński | Polmlek OSiR Lidzbark Warmiński |
| --------------------------------- | --------------------------------- | -------------------------------- | -------------------------------- | -------------------------------------- | -------------------------------------- | ------------------------------- | ------------------------------- |
| Zuzanna Borek                     | 2 marca 2006(dts)                 | Tetiana Biłenko                  | 23 listopada 1983(dts)           | Julia Bartoszek                        | 11 czerwca 2001(dts)                   | Weronika Bobek                  | 24 sierpnia 2006(dts)           |
| Julia Filipowicz                  | 16 listopada 2002(dts)            | Joanna Narkiewicz                | 11 listopada 1975(dts)           | Nadine Brachaczek                      | 6 listopada 2007(dts)                  | Natalia Bogdanowicz             | 10 stycznia 2007(dts)           |
| Michalina Górska                  | 6 maja 2003(dts)                  | Aleksandra Pięta                 | 2 maja 1991(dts)                 | Renata Gumula                          | 28 listopada 1987(dts)                 | Ada Górska                      | 16 marca 1998(dts)              |
| Kamila Gryko                      | 11 lutego 2002(dts)               | Julia Szemiel                    | 5 grudnia 1999(dts)              | Angelika Janik                         | 9 stycznia 2000(dts)                   | Alicja Leśniak                  | 10 września 1993(dts)           |
| Katarzyna Grzybowska-Franc        | 30 kwietnia 1989(dts)             | Sandra Wabik                     | 22 października 1995(dts)        | Laura Kałużny                          | 7 marca 2004(dts)                      | Ma Wenting                      | 4 listopada 1993(dts)           |
| Julia Jackowska                   | 6 maja 2001(dts)                  | Roksana Załomska                 | 29 kwietnia 1991(dts)            | Nadia Kloczkowska                      | 13 grudnia 2003(dts)                   | Aleksandra Michalak             | 12 czerwca 2001(dts)            |
| Darja Kisiel                      | 25 marca 2002(dts)                |                                  |                                  | Anna Kubiak                            | 5 listopada 2004(dts)                  | Zuzanna Pawelec                 | 19 listopada 2006(dts)          |
| Wiktoria Soczko                   | 2005                              |                                  |                                  | Dorota Paluch                          | 18 maja 1961(dts)                      | Milena Stefanowicz              | 2013                            |
|                                   |                                   |                                  |                                  | Agata Paszek                           | 21 października 2001(dts)              |                                 |                                 |
|                                   |                                   |                                  |                                  | Patrycja Paszek                        | 12 grudnia 1995(dts)                   |                                 |                                 |
|                                   |                                   |                                  |                                  | Weronika Tomczak                       | 25 maja 2004(dts)                      |                                 |                                 |
|                                   |                                   |                                  |                                  | Sabina Wyrobek                         | 6 kwietnia 1992(dts)                   |                                 |                                 |
|                                   |                                   |                                  |                                  | Alina Zborowska                        | 27 września 1964(dts)                  |                                 |                                 |
| GOSRiT Energa Mar-Bruk ZRB Luzino | GOSRiT Energa Mar-Bruk ZRB Luzino | KU AZS PWSiP Metal-Technik Łomża | KU AZS PWSiP Metal-Technik Łomża | MUKS Start Spalona Mleczarnia Nadarzyn | MUKS Start Spalona Mleczarnia Nadarzyn | SKTS Sochaczew                  | SKTS Sochaczew                  |
| Maja Garbino                      | 12 marca 1993(dts)                | Karolina Łada                    | 24 września 1990(dts)            | Julia Czubakowska                      | 24 maja 2004(dts)                      | Irina Ciobanu                   | 5 sierpnia 1995(dts)            |
| Maja Miklaszewska                 | 29 czerwca 2001(dts)              | Weronika Łuba-Arnista            | 18 grudnia 1992(dts)             | Daria Duralak                          | 28 lipca 2004(dts)                     | Natalia Gawrylczyk Zielińska    | 6 lutego 1986(dts)              |
| Agata Płotka                      | 23 stycznia 2007(dts)             | Ren Bingran                      | 21 listopada 1992(dts)           | Paulina Krzysiek                       | 12 sierpnia 1996(dts)                  | Daria Łuczakowska               | 20 maja 1984(dts)               |
| Katarzyna Płotka                  | 25 lipca 2000(dts)                | Marta Smętek                     | 24 lipca 1986(dts)               | Maja Pawłowska                         | 26 czerwca 2004(dts)                   | Weronika Mielnicka              | 5 grudnia 2000(dts)             |
| Magda Płotka                      | 4 grudnia 2001(dts)               | Joanna Sokołowska                | 15 marca 2001(dts)               | Katarzyna Ślifirczyk                   | 16 marca 1993(dts)                     | Agata Pastor-Gołda              | 31 marca 1986(dts)              |
| Nuriya Zhaludok                   | 1971                              | Zhao Xia                         | 28 maja 1983(dts)                | Kinga Teodorczuk                       | 3 lutego 2005(dts)                     | Magdalena Sikorska              | 31 maja 1986(dts)               |
|                                   |                                   | Anna Monika Zielińska            | 16 maja 1992(dts)                | Dominika Wołowiec                      | 4 lutego 1997(dts)                     | Aleksandra Wojtczak             | 26 maja 2000(dts)               |
| KTS Enea Siarka Tarnobrzeg        | KTS Enea Siarka Tarnobrzeg        | KS Gotyk Toruń                   | KS Gotyk Toruń                   | KU AZS UE Wrocław                      | KU AZS UE Wrocław                      |                                 |                                 |
| Gu Ruochen                        | 3 stycznia 1994(dts)              | Marika Baczyńska                 | 26 marca 1999(dts)               | Natalia Bajor                          | 7 marca 1997(dts)                      |                                 |                                 |
| Han Ying                          | 29 kwietnia 1983(dts)             | Zuzanna Błażejewicz              | 13 stycznia 2001(dts)            | Julia Furman                           | 6 marca 2005(dts)                      |                                 |                                 |
| Li Qian                           | 30 lipca 1986(dts)                | Moumita Dutta                    | 27 października 1999(dts)        | Natalia Gaworska                       | 7 lutego 2007(dts)                     |                                 |                                 |
| Wiktorija Pawłowicz               | 8 maja 1978(dts)                  | Tatiana Kukuľková                | 18 lipca 2000(dts)               | Zuzanna Gaworska                       | 30 kwietnia 2003(dts)                  |                                 |                                 |
| Elizabeta Samara                  | 15 kwietnia 1989(dts)             | Emilia Maruszak                  | 26 grudnia 2006(dts)             | Julia Girulska                         | 11 marca 2002(dts)                     |                                 |                                 |
| Kinga Stefańska                   | 22 stycznia 1980(dts)             | Amelia Wycichowska               | 8 marca 2007(dts)                | Malwina Jarecka                        | 8 marca 2006(dts)                      |                                 |                                 |
| Julia Szczepanik                  | 23 marca 2004(dts)                |                                  |                                  | Paula Krysińska                        | 23 listopada 2005(dts)                 |                                 |                                 |
| Julia Ślązak                      | 18 czerwca 1999(dts)              |                                  |                                  | Julia Szymczak                         | 22 września 2000(dts)                  |                                 |                                 |
| Agata Zakrzewska                  | 16 lutego 2000(dts)               |                                  |                                  | Anna Węgrzyn                           | 9 stycznia 2001(dts)                   |                                 |                                 |
|                                   |                                   |                                  |                                  | Katarzyna Węgrzyn                      | 9 stycznia 2001(dts)                   |                                 |                                 |

## Kluby
KS Bronowianka Kraków, szósty zespół poprzedniego sezonu wycofał się z rozgrywek w sezonie 2020/2021 ze względów finansowych. Jego miejsce zajął KS Gotyk Toruń.
| Klub                                   | Miasto             | Sezon 2019/2020 |
| -------------------------------------- | ------------------ | --------------- |
| Asterm Dojlidy Białystok               | Białystok          | 8. miejsce      |
| Bebetto AZS UJD Częstochowa            | Częstochowa        | 4. miejsce      |
| JKTS Jastrzębie-Zdrój                  | Jastrzębie-Zdrój   | Awans z 1. ligi |
| Polmlek OSiR Lidzbark Warmiński        | Lidzbark Warmiński | 5. miejsce      |
| GOSRiT Energa Mar-Bruk ZRB Luzino      | Luzino             | Awans z 1. ligi |
| KU AZS PWSiP Metal-Technik Łomża       | Łomża              | 9. miejsce      |
| MUKS Start Spalona Mleczarnia Nadarzyn | Nadarzyn           | 7. miejsce      |
| SKTS Sochaczew                         | Sochaczew          | 3. miejsce      |
| KTS Enea Siarka Tarnobrzeg             | Tarnobrzeg         | 1. miejsce      |
| KS Gotyk Toruń                         | Toruń              | Awans z 1. ligi |
| KU AZS UE Wrocław                      | Wrocław            | 2. miejsce      |

## Tabela i wyniki (faza zasadnicza)
| Poz. | Drużyna                                | M  | Z  | P  | Pojedynki | Punkty |
| ---- | -------------------------------------- | -- | -- | -- | --------- | ------ |
| 1.   | KTS Enea Siarka Tarnobrzeg             | 20 | 19 | 1  | 58:17     | 52     |
| 2.   | KU AZS UE Wrocław                      | 20 | 16 | 4  | 53:16     | 48     |
| 3.   | SKTS Sochaczew                         | 20 | 15 | 5  | 53:20     | 48     |
| 4.   | Bebetto AZS UJD Częstochowa            | 20 | 15 | 5  | 52:27     | 44     |
| 5.   | MUKS Start Spalona Mleczarnia Nadarzyn | 20 | 14 | 6  | 47:29     | 40     |
| 6.   | Asterm Dojlidy Białystok               | 20 | 7  | 13 | 32:45     | 24     |
| 7.   | KU AZS PWSiP Metal-Technik Łomża       | 20 | 8  | 12 | 32:42     | 24     |
| 8.   | KS Gotyk Toruń                         | 20 | 7  | 13 | 30:47     | 22     |
| 9.   | Polmlek OSiR Lidzbark Warmiński        | 20 | 6  | 14 | 26:50     | 17     |
| 10.  | JKTS Jastrzębie-Zdrój                  | 20 | 3  | 17 | 15:57     | 7      |
| 11.  | GOSRiT Energa Mar-Bruk ZRB Luzino      | 20 | 0  | 20 | 12:60     | 4      |

|     | BIA | CZĘ | JAS | LID | LUZ | ŁOM | NAD | SOC | TAR | TOR | WRO |
| BIA | –   | 0:3 | 3:0 | 2:3 | 3:1 | 2:3 | 2:3 | 0:3 | 2:3 | 3:1 | 1:3 |
| CZĘ | 3:0 | –   | 3:0 | 3:1 | 3:0 | 3:2 | 3:1 | 2:3 | 0:3 | 3:2 | 3:1 |
| JAS | 1:3 | 0:3 | –   | 2:3 | 3:2 | 1:3 | 0:3 | 0:3 | 0:3 | 3:2 | 0:3 |
| LID | 2:3 | 0:3 | 3:1 | –   | 3:1 | 2:3 | 0:3 | 1:3 | 1:3 | 1:3 | 0:3 |
| LUZ | 0:3 | 0:3 | 2:3 | 2:3 | –   | 1:3 | 0:3 | 0:3 | 0:3 | 1:3 | 0:3 |
| ŁOM | 1:3 | 2:3 | 3:0 | 3:0 | 3:0 | –   | 1:3 | 0:3 | 0:3 | 1:3 | 0:3 |
| NAD | 3:1 | 3:2 | 3:1 | 3:0 | 3:0 | 3:0 | –   | 0:3 | 1:3 | 3:1 | 0:3 |
| SOC | 3:0 | 2:3 | 3:0 | 3:0 | 3:0 | 3:0 | 2:3 | –   | 2:3 | 3:1 | 3:1 |
| TAR | 3:0 | 3:1 | 3:0 | 3:0 | 3:0 | 1:3 | 3:2 | 3:2 | –   | 3:0 | 3:1 |
| TOR | 3:1 | 1:3 | 3:1 | 0:3 | 3:2 | 3:1 | 1:3 | 0:3 | 0:3 | –   | 0:3 |
| WRO | 3:0 | 3:2 | 3:0 | 3:0 | 3:0 | 3:0 | 3:1 | 3:0 | 2:3 | 3:0 | –   |

## Faza play-off
|  | Półfinały | Półfinały                   | Półfinały | Półfinały |  |  | Finał | Finał                      | Finał | Finał |
|  |           |                             |           |           |  |  |       |                            |       |       |
|  | 1         | KTS Enea Siarka Tarnobrzeg  | 3         | 3         |  |  |       |                            |       |       |
|  | 4         | Bebetto AZS UJD Częstochowa | 0         | 2         |  |  |       |                            |       |       |
|  |           |                             |           |           |  |  | 1     | KTS Enea Siarka Tarnobrzeg | 3     | 3     |
|  |           |                             |           |           |  |  | 2     | KU AZS UE Wrocław          | 1     | 1     |
|  | 3         | SKTS Sochaczew              | 2         | 2         |  |  |       |                            |       |       |
|  | 2         | KU AZS UE Wrocław           | 3         | 3         |  |  |       |                            |       |       |

### Półfinały
| KTS Enea Siarka Tarnobrzeg | 3:0                     | Bebetto AZS UJD Częstochowa |
| 29 kwietnia 2021, 17:00    | 29 kwietnia 2021, 17:00 | 29 kwietnia 2021, 17:00     |
| -------------------------- | ----------------------- | --------------------------- |
| Han Ying                   | 3:0                     | Roksana Załomska            |
| Elizabeta Samara           | 3:0                     | Tetiana Biłenko             |
| Julia Ślązak               | 3:0                     | Sandra Wabik                |

| SKTS Sochaczew          | 2:3                     | KU AZS UE Wrocław       |
| 23 kwietnia 2021, 17:00 | 23 kwietnia 2021, 17:00 | 23 kwietnia 2021, 17:00 |
| ----------------------- | ----------------------- | ----------------------- |
| Irina Ciobanu           | 1:3                     | Anna Węgrzyn            |
| Daria Łuczakowska       | 0:3                     | Natalia Bajor           |
| Magdalena Sikorska      | 3:2                     | Katarzyna Węgrzyn       |
| Irina Ciobanu           | 3:2                     | Natalia Bajor           |
| Daria Łuczakowska       | 0:3                     | Anna Węgrzyn            |

| Bebetto AZS UJD Częstochowa | 2:3                | KTS Enea Siarka Tarnobrzeg |
| 1 maja 2021, 17:00          | 1 maja 2021, 17:00 | 1 maja 2021, 17:00         |
| --------------------------- | ------------------ | -------------------------- |
| Roksana Załomska            | 3:0                | Elizabeta Samara           |
| Sandra Wabik                | 1:3                | Wiktorija Pawłowicz        |
| Tetiana Biłenko             | 3:0                | Agata Zakrzewska           |
| Roksana Załomska            | 2:3                | Wiktorija Pawłowicz        |
| Sandra Wabik                | 0:3                | Elizabeta Samara           |

| KU AZS UE Wrocław       | 3:2                     | SKTS Sochaczew          |
| 25 kwietnia 2021, 16:00 | 25 kwietnia 2021, 16:00 | 25 kwietnia 2021, 16:00 |
| ----------------------- | ----------------------- | ----------------------- |
| Natalia Bajor           | 3:1                     | Daria Łuczakowska       |
| Anna Węgrzyn            | 0:3                     | Irina Ciobanu           |
| Katarzyna Węgrzyn       | 3:2                     | Magdalena Sikorska      |
| Natalia Bajor           | 1:3                     | Irina Ciobanu           |
| Anna Węgrzyn            | 3:1                     | Daria Łuczakowska       |

### Finał
| KU AZS UE Wrocław  | 1:3                | KTS Enea Siarka Tarnobrzeg |
| 3 maja 2021, 16:00 | 3 maja 2021, 16:00 | 3 maja 2021, 16:00         |
| ------------------ | ------------------ | -------------------------- |
| Natalia Bajor      | 1:3                | Wiktorija Pawłowicz        |
| Katarzyna Węgrzyn  | 1:3                | Han Ying                   |
| Anna Węgrzyn       | 3:1                | Julia Ślązak               |
| Natalia Bajor      | 0:3                | Han Ying                   |

| KTS Enea Siarka Tarnobrzeg | 3:1                | KU AZS UE Wrocław  |
| 5 maja 2021, 17:00         | 5 maja 2021, 17:00 | 5 maja 2021, 17:00 |
| -------------------------- | ------------------ | ------------------ |
| Han Ying                   | 3:0                | Katarzyna Węgrzyn  |
| Elizabeta Samara           | 3:0                | Anna Węgrzyn       |
| Agata Zakrzewska           | 0:3                | Natalia Bajor      |
| Han Ying                   | 3:0                | Anna Węgrzyn       |

## Medaliści
| Lp. | Drużyna                     |
| --- | --------------------------- |
| 1.  | KTS Enea Siarka Tarnobrzeg  |
| 2.  | KU AZS UE Wrocław           |
| 3.  | SKTS Sochaczew              |
| 3.  | Bebetto AZS UJD Częstochowa |